# Geografía de Antigua y Barbuda

Ubicación de Antigua y Barbuda en las Antillas Menores.

El país consta de varias islas, de la cual Antigua es la mayor y más poblada. Barbuda, al norte de Antigua, es la otra isla principal. Las islas tienen un clima tropical cálido, con suaves temperaturas constantes durante el año. La isla deshabitada de Redonda también pertenece a la nación de Antigua y Barbuda.
Las islas son en su mayoría de tierras bajas, con el punto más alto en el Monte Obama (antes Boggy Peak), a 402 metros. El principal pueblo del pequeño país es la capital Saint John's en Antigua; el mayor pueblo de Barbuda es Codrington.